# Sveta ljubav
Sveta ljubav è il terzo album della cantante croata Maja Blagdan, pubblicato nel 1996 attraverso l'etichetta discografica Croatia Records. L'album contiene la canzone omonima, con cui Maja ha partecipato all'Eurovision Song Contest 1996 piazzandosi quarta con 98 punti.

## Tracce
Download digitale
1. Sveta ljubav – 3:02
2. Vozi me – 3:44
3. Ja živim za tebe – 4:45
4. Kada oči govore – 4:01
5. Ne pitaj – 4:25
6. Živim od ljubavi – 4:08
7. Ako – 4:12
8. Dvaput razmisli – 4:12
9. Zaboravi da smo se voljeli – 3:32
10. Divine Love – 3:00

Su CD, l'ordine delle tracce appare leggermente diverso.